# Imagen de marca
La imagen de marca es la percepción de la identidad de la marca en la mente de los consumidores y se puede definir como: “El conjunto de representaciones mentales, tanto cognitivas como afectivas, que una persona o un grupo de personas tiene frente a una marca o una empresa”.
Un buen entendimiento de la imagen de marca y de las fortalezas y debilidades es necesario para llevar a cabo cualquier estrategia de comunicación.
Se puede analizar la imagen de marca desde tres puntos de vista diferentes.
- Imagen percibida: cómo los clientes ven la marca desde fuera. Es una perspectiva desde fuera hacia adentro que se basa en entrevistas de campo realizadas en el mercado o segmento objetivo.

- Imagen real (también llamada realidad de la marca): es lo contrario de lo anterior, es decir, la perspectiva desde dentro hacia afuera; se basa en las fortalezas y debilidades de la marca identificadas por la empresa mediante el desarrollo de una auditoría interna.

- Imagen deseada: cómo su propio nombre indica es la imagen que la marca desea que sea percibida en el segmento del mercado específico, y es el resultado de una decisión de posicionamiento o identidad de marca.

Entre estos conceptos puede haber grandes diferencias, como la diferencia entre imagen real y la percibida, la que puede ser positiva o negativa y deben ser reconciliadas. Si la diferencia es a favor de la marca la estrategia de comunicación cumple una función importante para el acercamiento de las imágenes. En caso contrario hay que revisar el concepto de marca. También puede haber diferencia entre la imagen deseada y la real, para acertar estos conceptos lo importante es la estrategia de posicionamiento.
Esto último es algo importante en el caso de las empresas de servicios, donde la imagen percibida del producto depende directamente del personal de la empresa. Aquí es importante el marketing interno.

## Imagen percibida
Para medir la imagen percibida se hace mediante entrevistas de campo que dejen claro los niveles de respuesta del consumidor, los cuales se pueden clasificar en tres categorías.
- Respuesta Cognitiva (aprender): se relaciona con la información retenida y el conocimiento de la marca por parte de los consumidores del segmento.
- Respuesta afectiva (sentir): es lo concerniente al sistema de actitudes y evaluación, es decir, lo que el cliente siente en relación con la marca.
- Respuesta conductual (hacer): es la conducta del consumidor y no sólo se refiere al acto de comprar sino también al comportamiento postcompra, la recompra, lealtad de marca, satisfacción.